# 肖姓
肖姓，中国大陆常见姓氏之一，在河北尚义，山东平邑、龙口、淄博，重庆，内蒙古乌海，安徽泾县，江西金溪，广东澄海，广西田林，云南陇川、泸水、河口等地均有分布。除汉族外，满族、蒙古族、回族、壮族、苗族、瑶族、佤族、水族、侗族、拉祜族、普米族、土家族、锡伯族等多个民族也有此姓。
“肖”（韓語：초）还是韩国的一个罕见姓氏，主要分布于济州岛。

## 姓氏源流
金文中，“肖”曾是“趙”姓的一种写法。古代，“肖”作为一个姓氏，姓氏典籍中少有记载，最早为明代万历年间凌迪知的《万姓统谱》卷103：“肖：汉，肖安固。肖始、肖玉、肖雩、肖同（俱陈留人，见《印薮》）。明，肖靖，襄城人，宣德中解元。”。《辽史》中有女巫名为“肖古”，“肖”是否为其姓氏不详。清代《氏族略》中有“肖氏：肖雅奇，镶黄旗汉军，任三等护卫”的记载。1921年，由商务印书馆出版的《中国人名大辞典》录有“肖姓”，但其所列举的肖乃台其实是名字而非姓氏。
清代开始，北方民间开始有将“萧姓”写作“肖”的，读音与“萧”相同。1960年起，中国大陆提出的《第二次汉字简化方案（草案）》，1977年12月20日有關方案實施，在“二简字”中“萧”的所有义项都被合并到“肖”字，从而很多萧姓人口的姓氏被改为肖姓。到1986年二简字被正式废除，但改为肖姓的萧姓族人很多并未恢复原姓。根據《简化字总表》規定「蕭」簡化作「萧」，《现代汉语词典》等中国大陆权威词典已经将肖姓从萧姓单列出来。
根据《中国古今姓氏大辞典》引用《中国人的姓名》记载，佤族肖姓由“希奈”而改，分布于云南沧源、澜沧等地方；普米族肖姓则出自“巴落瓦支”氏。
韩国肖姓本贯“济州肖氏”的始祖为元朝时期到济州岛定居的漢族人肖古道（초고도），肖古道的先辈原为赵姓，在肖古道的十数代前改姓肖。

## 读音
金文中的“肖”姓一般直接释读为“赵”。《万姓统谱》中肖姓列于“去声·十八啸”，即读作“Xiào”，《氏族略》中归为去声，也为“Xiào”，2007年台湾的內政部戶政司出版的《全國姓氏要覽》中“肖”姓也被标音为“Xiào”，即“啸”音。《中国古今姓氏大辞典》中“Xiāo”和“Xiào”两音均有收录，并称“Xiāo”音的为常见姓氏，“Xiào”音的为罕见姓氏。

## 人口
根据台湾的中華民國內政部《全國姓氏要覽》，全台湾有“肖姓”人口160人，排名481名。

## 改回萧姓
1986年，二簡字被正式廢除，但改肖姓的萧姓族人很少有人改回蕭姓。根据中國政府关于户籍的相关规定，改名纠错要以户籍历史档案、户口本、土地证等纸质原始档案为主，只有宗谱证明、祖先牌位、祖坟碑文等均不足以作为证明；而在1990年代，户籍历史档案都由乡镇政府负责保管，因此有些档案出现了缺失、遗漏等现象，很多希望改回萧姓的人无法提供户籍部门要求的相关资料。2005年，中华人民共和国教育部语言文字管理司回覆称，由于“肖”和“萧”均为现行规范汉字，不存在简繁关系，改变姓氏用字涉及户籍、邮政、银行、教育等诸多领域，建议按照“名从主人”的原则，希望变更的按照户籍管理的相关规定申请，不希望的予以保留。近年来，由于各地萧氏宗亲会的活动，“纠肖复萧”成功的案例屡有报道，但也有很多人因为更改手续复杂，放弃更改。各地公安部门对于“纠肖复萧”的态度则是不提倡也不反对，提出申请的才可能更改，但各地的难易程度有所不同。据称，至2022年，福建、广西、广东等地已有100余万名萧氏人口顺利恢复为萧姓。
| 年份   | 地区         | 人数 | 提交证明材料                                               | 备注                       | 参考   |
| ------ | ------------ | ---- | ---------------------------------------------------------- | -------------------------- | ------ |
| 2007年 | 福建省泉州市 | 1    |                                                            | 个人申请，子女并未更改     | [ 13 ] |
| 2009年 | 福建省泉州市 | 170+ |                                                            |                            | [ 16 ] |
| 2013年 | 浙江省江山市 | 42   | 江山市档案局提供的1950年江山县土改房产登记清册             | 由浙江省萧氏宗亲联谊会推动 | [ 7 ]  |
| 2013年 | 广东省雷州市 | 3    |                                                            | 家庭申请                   | [ 10 ] |
| 2014年 | 湖南省隆回县 | 4    | 民警走访调查                                               | 家庭申请                   | [ 17 ] |
| 2015年 | 湖南省新宁县 | 1    |                                                            | 个人申请                   | [ 9 ]  |
| 2017年 | 江西省崇义县 | 3    | 派出所民警实地调查、收集户籍底册资料，村民族谱、祖坟碑文等 | 个人申请                   | [ 18 ] |

## 延伸阅读
[在维基数据编辑]
 《欽定古今圖書集成·明倫彙編·氏族典·肖姓部》，出自陈梦雷《古今圖書集成》